# Socjolekt
Socjolekt – odmiana językowa właściwa dla danej klasy lub grupy społecznej, grupy zawodowej lub subkultury. Socjolekty, w przeciwieństwie do dialektów regionalnych, mają podłoże nie geograficzne, lecz środowiskowe (społeczne). Socjolekty bywają odrębne wyłącznie na płaszczyźnie leksyki, lecz są wśród również takie, które odróżniają się także gramatyką.
Pojęcie socjolektu jest wykorzystywane w socjolingwistyce. Do socjolektów należy np. angielszczyzna afroamerykańska (African-American Vernacular English, AAVE). Odmiana afroamerykańska odróżnia się od języka standardowego na płaszczyźnie gramatyki, fonologii i słownictwa.
W części społeczeństw nie da się rygorystycznie wyróżnić socjolektów, w innych zaś różnice między socjolektami są wyraźnie zaznaczone, co wynika z dużej stratyfikacji społecznej. Różnice socjalne w języku mogą pokrywać się z różnicami regionalnymi, np. w Wielkiej Brytanii czy Niemczech istnieje zależność między warstwą społeczną a użyciem cech regionalnych.
Poza terminem „socjolekt” występują synonimiczne określenia: „gwara środowiskowa”, „dialekt klasowy” (class dialect), „dialekt środowiskowy”, „dialekt socjalny (społeczny)” (social dialect). Pierwotnie termin „dialekt” odnosił się wyłącznie do zróżnicowania geograficznego języka, ale w socjolingwistyce spotyka się sens szeroki. Określenie „gwara” to również termin dialektologiczny, który został wprowadzony do socjolingwistyki.

## Terminologia
Na gruncie polskiego językoznawstwa nie wypracowano jednolitej terminologii określającej socjalne warianty języka, toteż różni autorzy operują różnym aparatem nazewniczym. W lingwistyce polskiej i zagranicznej środowiskowe odmiany lub elementy języka (z zasady leksykalne) określa się różnymi terminami (żargon, slang, profesjolekt, argot), z których niektóre bywają traktowane jako synonimy. Niekiedy jednak czyni się ściślejsze rozróżnienie terminologiczne. Według klasyfikacji opracowanej przez Stanisława Grabiasa żargon charakteryzuje się słownictwem budowanym celowo tak, aby nie było zrozumiane dla ludzi nienależących do grupy (np. żargon więzienny). Slang stanowi zaś ekspresywną odmianę socjolektu, otwartą na wszystkie grupy społeczne. Słownictwo powstaje w nim najczęściej pod wpływem mody językowej; dlatego też najczęściej kojarzony jest z subkulturami młodzieżowymi. Zgodnie z klasyfikacją Grabiasa istotnym wyznacznikiem slangu jest ekspresywność środków językowych. Język zawodowy, według ujęcia Grabiasa, ma charakter jawny i dotyczy wykonawców danego zawodu; ma za zadanie umożliwić ścisłe przekazywanie myśli między pracownikami. W opracowaniach polskich termin „argot” pojawia się rzadko i bywa używany jako okazjonalny synonim pozostałych terminów (socjolekt, żargon, slang itp.).
Odmiany socjalne takie jak slang nie są tworami strukturalnymi, gdyż na poziomie gramatyki i podstawowej leksyki czerpią z zasobów języka literackiego (lub określonej gwary lokalnej). Część autorów czeskich i słowackich (np. Eugen Pauliny) stwierdza zatem, że takie odmiany, w odróżnieniu do dialektów geograficznych, nie reprezentują odmian języka o samodzielnej strukturze, lecz co najwyżej pewien styl operowania językiem. Podobnie František Trávníček czynił zasadnicze rozróżnienie między formami socjalnymi a geograficznymi, te pierwsze określając jako byty niestrukturalne. Stąd wątpliwości budzi zasadność klasyfikowania pewnych odmian społecznych jako gwar/dialektów. W opinii Tomasza Piekota takie użycie terminologii jest niewskazane; wynika bowiem z próby przeniesienia na grunt socjolingwistyki metod i pojęć właściwych dla dialektologii, co może być źródłem nieporozumień. Z drugiej strony znane są przypadki socjolektów, które mają odrębne cechy gramatyki – należą do nich m.in. angielszczyzna afroamerykańska oraz paryski argot. Dialekt afroamerykański, wbrew niektórym popularnym przekonaniom, nie daje się klasyfikować jako slang, gdyż wykorzystuje własny, kompletny system gramatyczny.

## Historia pojęcia
W językoznawstwie polskim termin „socjolekt” pojawił się pod koniec II poł. XX wieku. Został on odnotowany przez Stanisława Urbańczyka w Encyklopedii języka polskiego (1994), gdzie odesłano czytelnika do pojęcia języka środowiskowego. Na gruncie polskim rozpropagował ten termin Aleksander Wilkoń za pośrednictwem pracy Typologia odmian językowych współczesnej polszczyzny (1987, wyd. 2. 2000), gdzie przypisał temu pojęciu dwa zakresy znaczeniowe: szeroki i wąski. W znaczeniu szerokim „socjolekt” odnosi się do wszelkich odmian językowych związanych z konkretnymi grupami społecznymi, natomiast ujęcie wąskie obejmuje wyłącznie ekspresywne i zawodowe odmianki społeczne (gwary środowiskowe i zawodowe). W polskiej literaturze socjolingwistycznej największe zastosowanie znalazł sens wąski. Ewa Kołodziejek, omawiając język młodzieżowy, język żołnierski i kibiców sportowych, używa pojęcia „język subkultury”. Rozumie go szerzej niż „socjolekt”, gdyż oprócz zachowań werbalnych „język subkultury” obejmuje także symbolikę rytuałów, stroju, fryzury czy rodzaju słuchanej muzyki.